# 点翠
点翠，是中国传统贵金属加工技艺。即用翠鸟羽毛镶嵌于金属底座上，制成首饰和工艺品，如扇子、屏风等。以点翠制作的首饰最为常见，又称点翠头面。并非所有翠鸟羽毛都可用，通常使用白胸翠鸟，以及少量蓝翡翠的羽毛。
此项技艺兴盛于明清时期，于乾隆朝达到高峰。由于保护鸟类及制作工艺的残忍而在清末民初由烧蓝工艺取代。中国现行法律下，蓝耳翠鸟列为国家二级保护动物。白胸翡翠和蓝翡翠虽不属国家级保护动物，但在部分省份仍受到保护。

## 历史
点翠作为首饰制作中的一个辅助工种，自汉代已有。民国初年，由上层社会流行于民间。但随着翠鸟数量的减少，至1933年中国最后一家点翠工场关闭。

## 图片

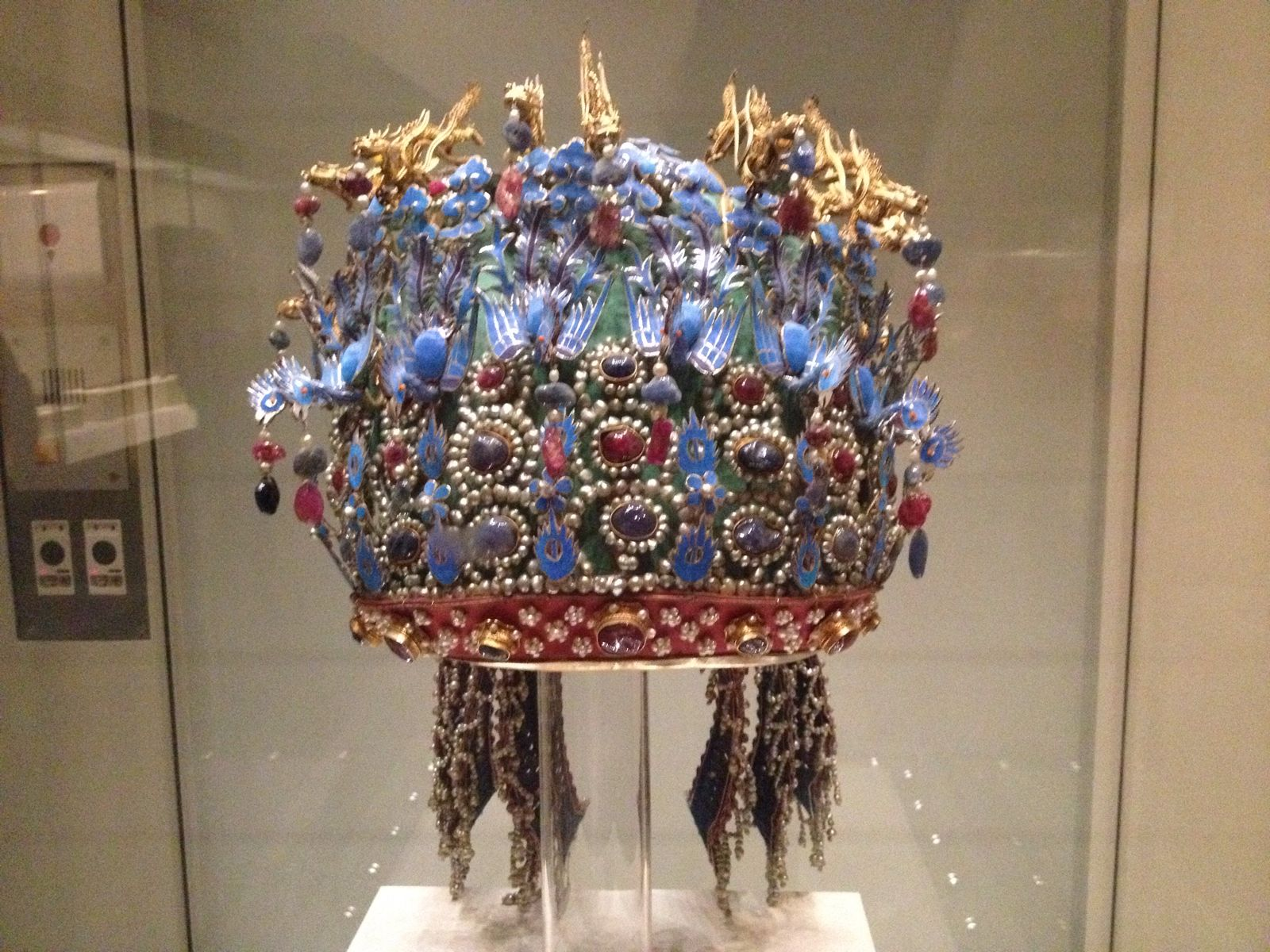
明孝端显皇后凤冠
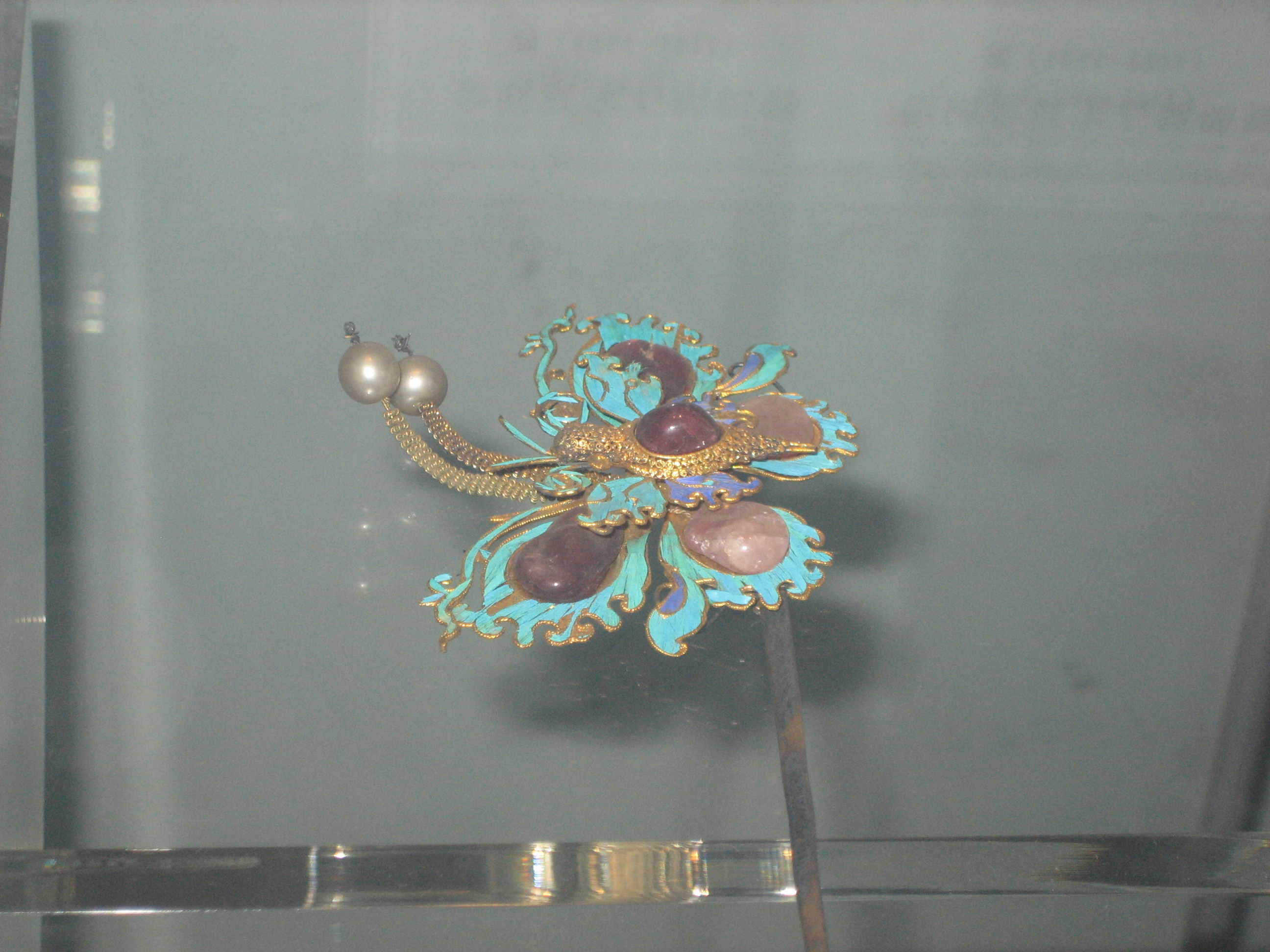
北京故宫博物院宁寿宫展示的点翠与宝石结合的首饰
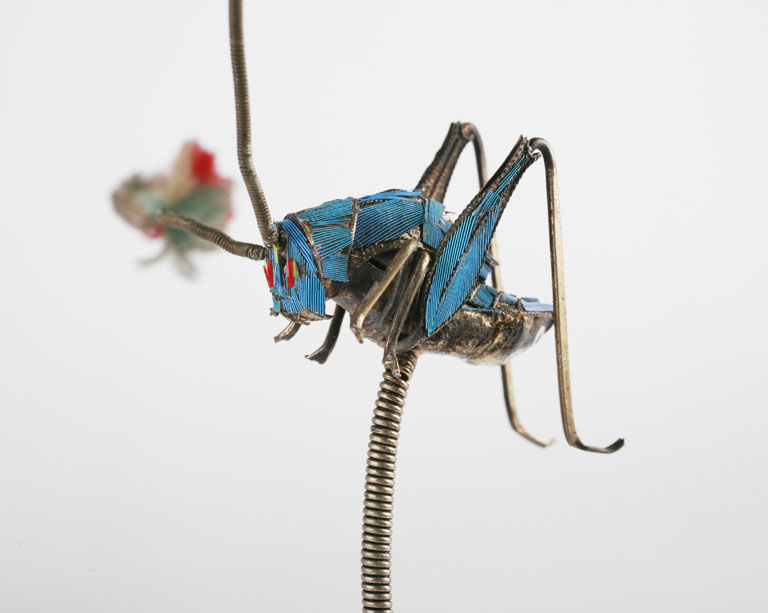
以点翠技艺装饰的一只蟋蟀首饰
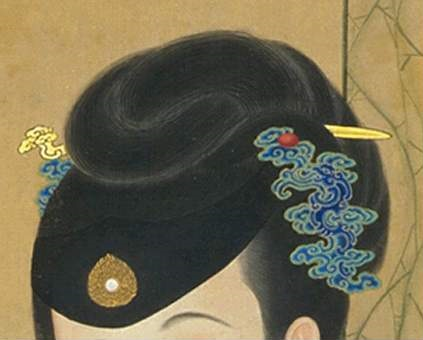
清雍正年间，宫廷画师所绘《十二美人图》中的点翠首饰
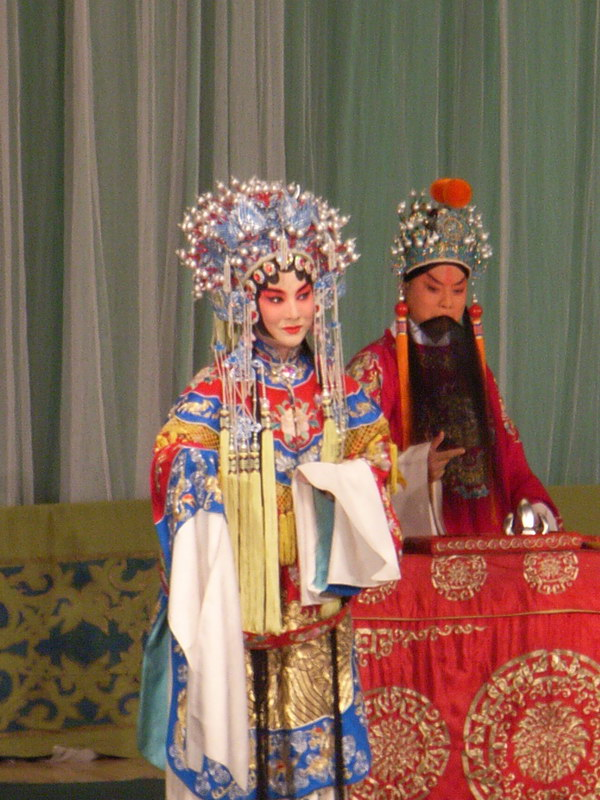
佩戴点翠首饰的京剧旦角演员饰演的王寶釧
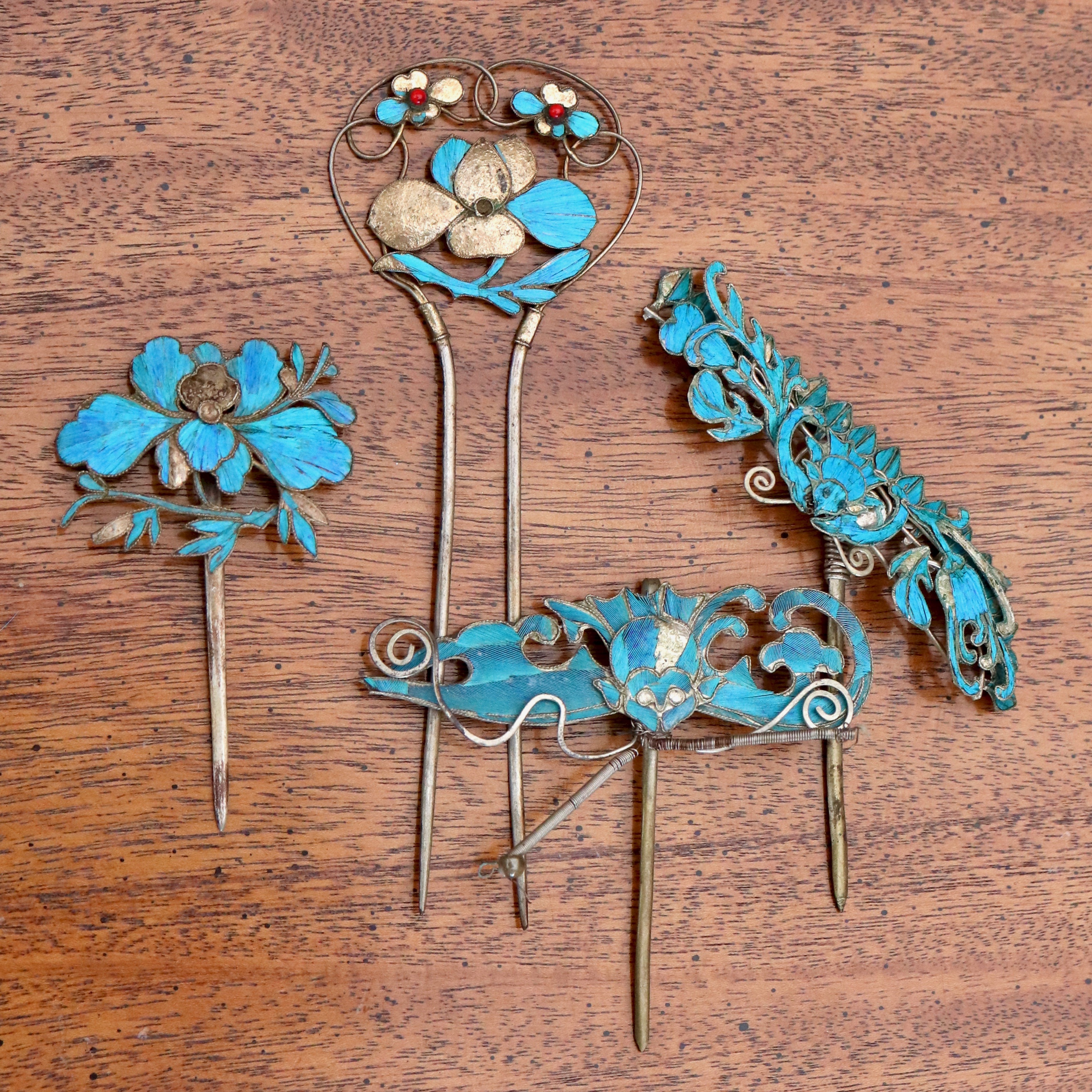
点翠簪钗
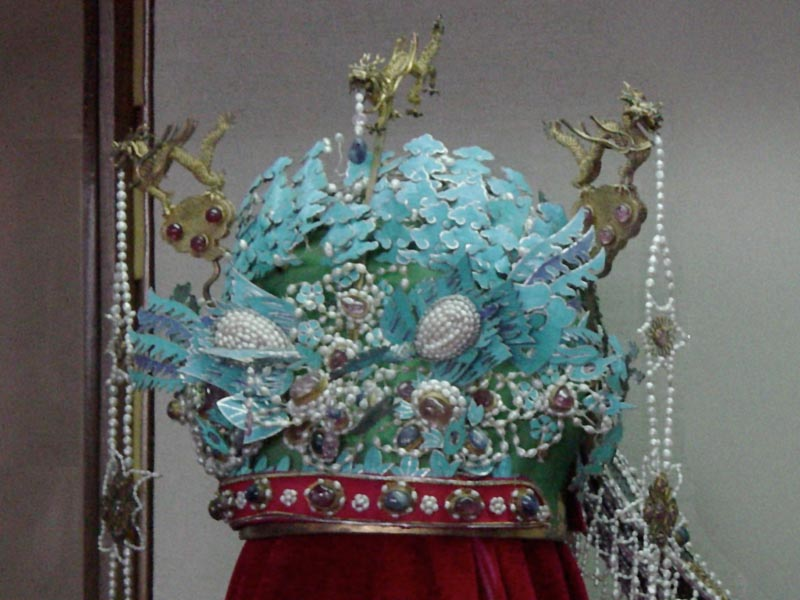
明代点翠凤冠

## 記事
延禧攻略中的衣著服飾，是以真正的工藝製作道具頭釵而不以彩漆貼片粗製濫造，但不使用前述羽毛製作。

## 相关
- 点翠头面
- 仿点翠
- 点绸
- 中国传统工艺